# Pablo Escobar
Artikeln följer den spanska namnseden; faderns efternamn är Escobar och moderns efternamn Gaviria.
Pablo Emilio Escobar Gaviria, född 1 december 1949 i Rionegro, Antioquía, död 2 december 1993 i Medellín, Antioquía, var en colombiansk knarkkung och ledare för Medellínkartellen.

## Kriminell bana
Pablo Escobar föddes i Rionegro i provinsen Antioquía men växte upp i Medellín, där han inledde sin kriminella karriär som biltjuv. Han stal bilar, plockade isär dem och sedan sålde han delarna. Han övergick sedan till kokainförsäljning och började bygga upp ett lukrativt knarkimperium. Kokaintrafiken från Colombia till framför allt USA gjorde Escobar till en av världens rikaste människor (1989 listade Forbes honom som världens sjunde rikaste man). Enligt uppskattningar tjänade Medellínkartellen 25 miljarder USD under sin glansperiod. För sina enorma inkomster köpte Escobar en exklusiv hacienda, en privat djurpark, flygplan, helikoptrar, bilar och mycket annat. Escobar var en hänsynslös man och hans motto var "Plata o Plomo?", det vill säga "Silver (pengar) eller bly (kula)?", vilket innebar att antingen accepterade man en muta eller så blev man skjuten.

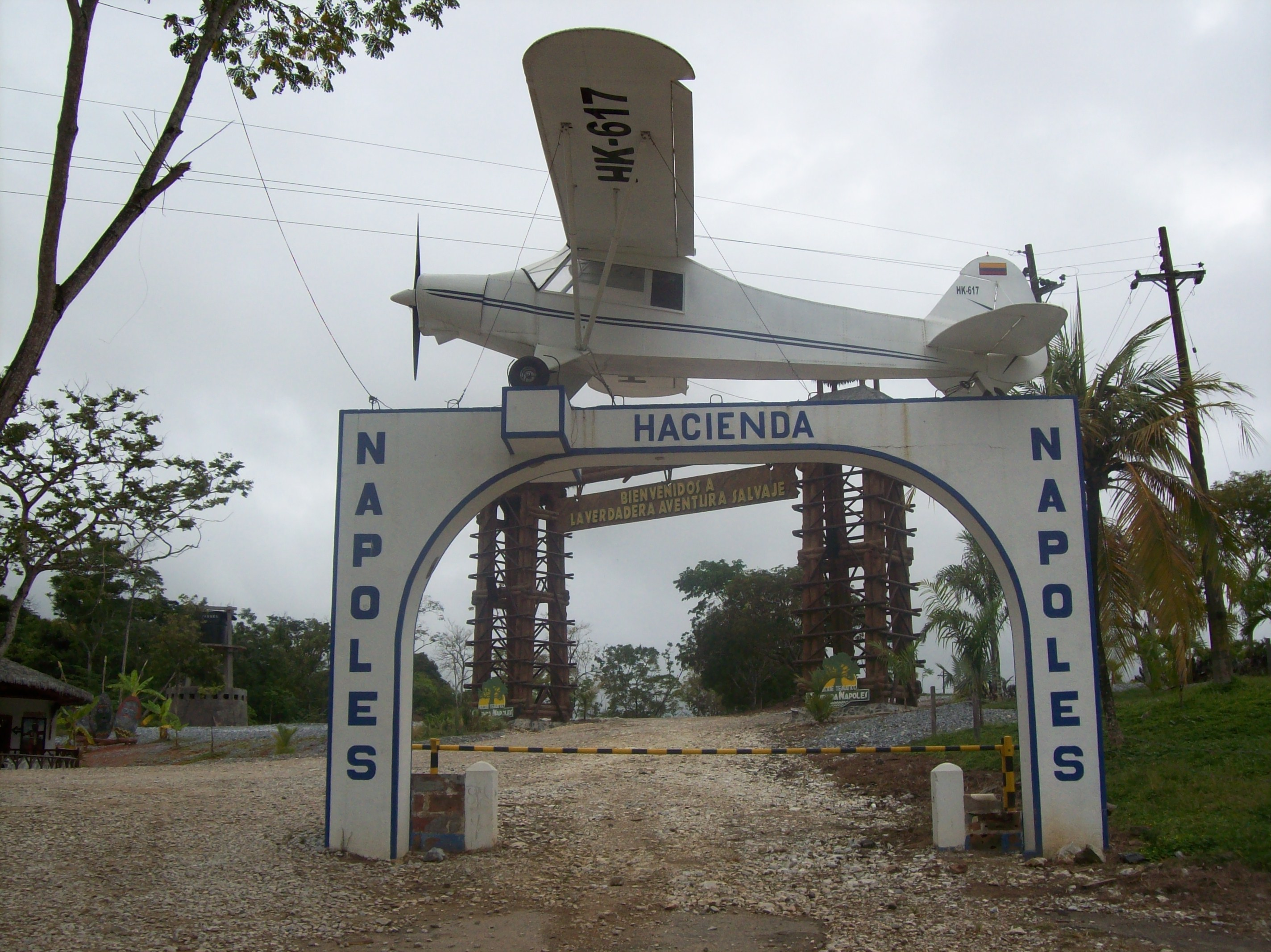
Entrén till Escobars stora egendom, Hacienda Nápoles.

## Folkhjälte och hänsynslös brottsling
Med all sin rikedom vann Escobar popularitet och blev som en Robin Hood-figur bland Medellíns fattiga invånare genom omfattande välgörenhetsarbete, och en tid i början av 1980-talet var han politiskt aktiv och blev invald som ersättare i parlamentet. Enligt källor hade han ambition att med tiden bli Colombias president. Justitieminister Rodrigo Lara Bonilla pekade dock ut Escobar som brottsling, vilket föranledde Escobar att låta mörda honom 1984, varpå han en tid gick i exil i Panama och Nicaragua. 1989 beordrade Escobar även mordet på presidentkandidaten Luis Carlos Galán. Medellínkartellen ägnade sig åt regelrätt terrorverksamhet, inte bara mot myndigheterna utan även mot civilbefolkningen; bland annat bombade man tidningsredaktioner och sprängde  ett passagerarflygplan i försök att döda presidentkandidaten César Gaviria, ett attentat som dödade 110 personer (dock ej Gaviria, som inte var ombord).

## Vägen mot slutet

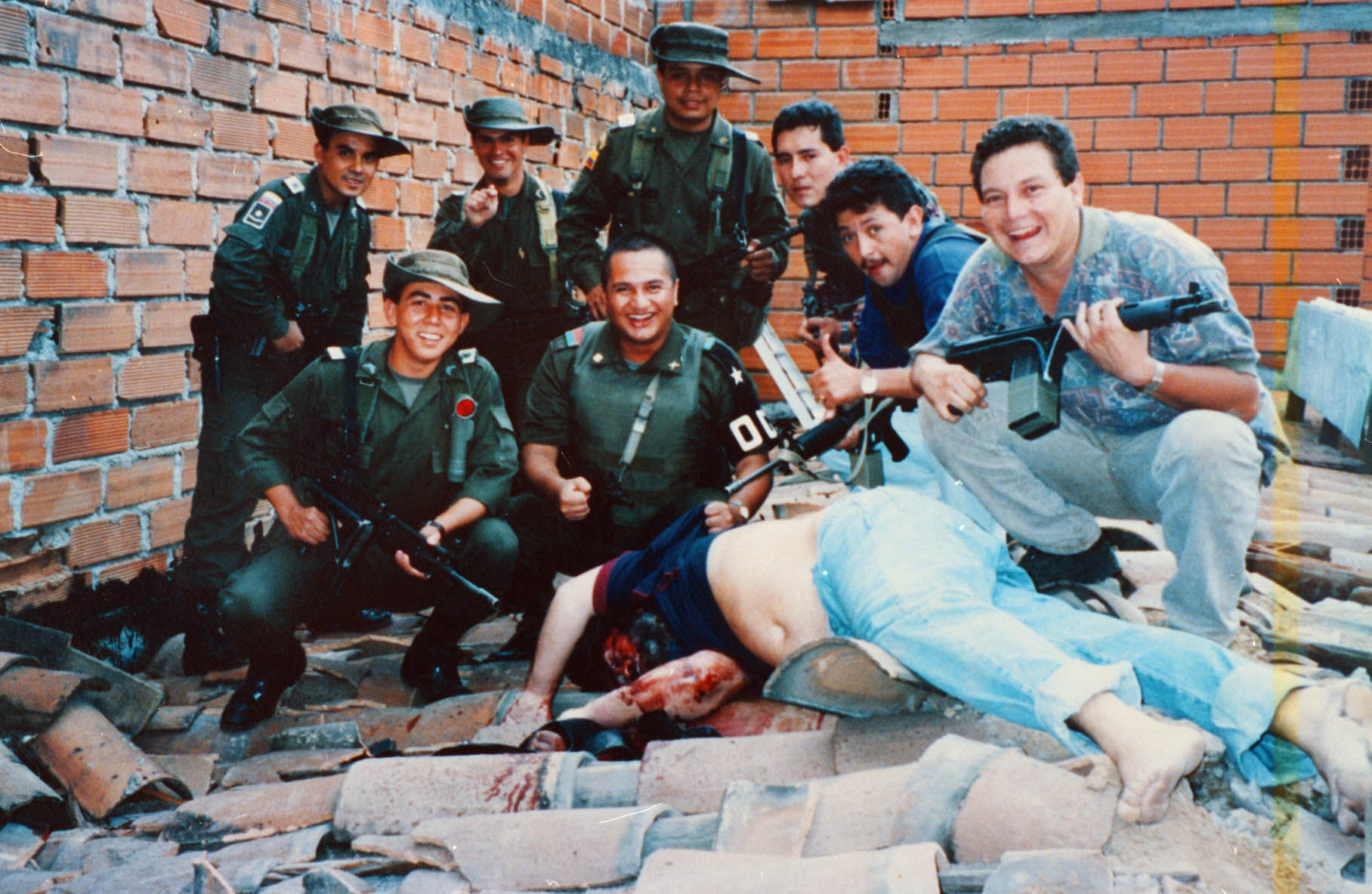
Pablo Escobar efter att han blivit skjuten.

Escobar överlämnade sig så småningom till myndigheterna efter att, genom en grundlagsändring, ha försäkrat sig om att han inte kunde bli utlämnad från Colombia till USA. Escobar placerades i La Catedral, ett lyxigt "fängelse" som han själv fick utforma och bestämma över. Därifrån kunde han fortsätta styra sitt kokainimperium, och efter att han hotats förflyttas till ett vanligt fängelse tog han åter till flykten. För att bistå den colombianska polisen och militären skickades under sommaren 1992 soldater från den amerikanska specialstyrkan Delta Force till Colombia. Med hjälp av övervakning och avlyssning försökte man att lokalisera Escobars gömställe i Medellín. Det operativa ansvaret leddes av översten Hugo Martinez. Slutligen lyckades man spåra ett samtal från Escobars mobiltelefon, och kunde därigenom lokalisera honom. Vid gripandet försökte Escobar och hans livvakt att fly men båda sköts till döds. Även den paramilitära vigilantgruppen Los Pepes (Perseguidos por Pablo Escobar = Förföljda av Pablo Escobar), som bland annat bestod av medlemmar från rivaliserande drogkarteller såsom Calikartellen, deltog i jakten på Escobar och dödade flera av hans hejdukar.
Samtidigt som många firade Escobars död hade han fortfarande många beundrare; tusentals sörjande besökte hans begravning.
Escobars änka och två barn flydde från Colombia och hade svårigheter att få asyl utomlands. Sonen Juan Pablo har bytt namn till Sebastian Marroquin och är arkitekt i Buenos Aires, Argentina. Hans försoningsmöte med mordoffren Lara Bonillas och Galáns söner skildras i dokumentärfilmen Sins of My Father (2009).